# World Inequality Database
De World Inequality Database of WID.world is een online database, met als hoofddoel "het bieden van open en gemakkelijke toegang tot de grootste database die momenteel beschikbaar is over de historische ontwikkeling van de mondiale verdeling van rijkdom, zowel binnen als tussen landen".
WID.world bevat macro-economische gegevens voor ongeveer honderd landen en gegevens over de economische ongelijkheid voor meer dan tachtig landen. Voor de meeste landen beslaan deze gegevens de periode 1980 tot 2016, maar voor sommige landen zijn ook oudere gegevens beschikbaar. De database wordt geproduceerd door een netwerk van meer dan honderd economische onderzoekers uit meer dan zeventig landen van alle continenten. WID.world wordt gecoördineerd door het World Inequality Lab met een uitvoerend comité bestaande uit een dozijn regionale en thematische coördinatoren onder leiding van een directiecomité dat in 2023 bestond uit Facundo Alvaredo, Lucas Chancel, Thomas Piketty, Emmanuel Saez en Gabriel Zucman.
De twee bestsellers van de Franse econoom Thomas Piketty, Kapitaal in de 21ste eeuw en Kapitaal en ideologie, zijn grotendeels gebaseerd op gegevens uit dit project.
De database is te raadplegen in het Engels, Frans, Spaans, Chinees en Hindi.

## Publicaties
Het World Inequality Lab geeft een reeks onderzoekspublicaties uit over de dynamiek, drijfveren en gevolgen van de economische en sociale ongelijkheid in verschillende landen, en over methodologische kwesties die samenhangen met het meten en analyseren van ongelijkheid. Voorts neemt het team deel aan internationale onderzoeks- en publieke conferenties en aan het publieke (media-)debat.

### World Inequality Report 2022
De belangrijkste publicatie van WID.world is het World Inequality Report met edities in 2008, 2011, 2015, 2018, en 2022.